# NIGHTMARE (ナイトメアのアルバム)
NIGHTMARE（ナイトメア）は、日本のヴィジュアル系バンドナイトメアの7枚目のオリジナルアルバムである。

## 概要
- エイベックス移籍後初となるアルバムだが「Rem_」「a:FANTASIA」の再録が収録されている。
- オリジナルアルバムとしては『majestical parade』から2年6ヶ月振りのリリースである
- 3タイプ同時発売でAタイプには「swallowtail」、Bタイプには「RAY OF LIGHT」のビデオクリップを収録したDVDが付属し、CタイプはCDのみであるがボーナストラックに「Dazzle」が収録されている。
- 「swallowtail」のミュージックビデオは、ホラー映画を彷彿とさせる内容。あまりにも過激な映像のため、テレビ局からのオンエアを見合わせて欲しいという要望があがり、オンエアを自粛した[1]。
- 今回の作品は作詞、作曲においてメンバー全員が参加している形になっている。

## 収録曲

### type A/B
CD
1. eleven
 (作詞・作曲：RUKA)
2. VERMILION.
 (作詞・作曲：RUKA)
17thシングル及びエイベックス移籍第1弾シングル。イントロ部分がカットされている。
3. fragment
 (作詞・作曲：RUKA)
4. swallowtail
 (作詞・作曲：RUKA)
アルバムのリード曲でもある。
5. Q.
 (作詞・作曲：咲人)
6. RAY OF LIGHT
 (作詞：YOMI 作曲：Ni~ya)
アルバムのリード曲でもある。毎日放送『ロケみつ〜ロケ×ロケ×ロケ〜』11月度エンディングテーマ。
7. Rem_ -reprint ver.-
 (作詞・作曲：咲人)
15thシングル。再録されている。
8. Cherish
 (作詞・作曲：咲人)
9. The sorrow of deceiver
 (作詞・作曲：RUKA)
10. a:FANTASIA -reprint ver.-
 (作詞・作曲：咲人)
16thシングル。再録されている。
11. 零-beyond the G.-
 (作詞・作曲：咲人)
ジャイアニズムシリーズの新作。仮タイトルは「ジャイアニズム零」
12. 輪廻
 (作詞：YOMI 作曲：柩)
柩作曲としては、3作目である。
13. $eam
 (作詞・作曲：咲人)
14. SLEEPER
 (作詞・作曲：RUKA)
18thシングル「ジェムケリー」CMソング

DVD (A)
1. 「swallowtail」 VIDEO CLIP収録

DVD (B)
1. 「RAY OF LIGHT」 VIDEO CLIP収録

### type C
CD
1. eleven
2. VERMILION.
3. fragment
4. swallowtail
5. Q.
6. RAY OF LIGHT
7. Rem_ -reprint ver.-
8. Cherish
9. The sorrow of deceiver
10. a:FANTASIA -reprint ver.-
11. 零-beyond the G.-
12. 輪廻
13. $eam
14. SLEEPER
15. Dazzle
(作詞・作曲：咲人)
ボーナストラック

## 参加ミュージシャン
- Tohru Tomiyasu - Drums Tuner
- Tooru Yoshida (Lion Heads) - Keyboards
- Yohei Kajiwara - Sax
- ym - Voiceover
- NAMI / Mineko Takai / Tomomi Okada - Chorus
- SHINOBU (Creature Creature、The LEGENDARY SIX NINE) - Manipulator
- Takayuki Kurihara - Manipulator

## 参考・出典
1. ↑  “NIGHTMARE、avex移籍第1弾アルバムのミュージックビデオが放送自粛へ”.   BARKS (2011年11月1日). 2011年11月7日閲覧。